# Stephanie Pratt
Stephanie Lynn Pratt (Los Ángeles, 11 de abril de 1986) es una personalidad estadounidense de reality show, además de actriz y modelo. Es conocida por su papel en The Hills de MTV.
Stephanie comenzó su papel en The Hills en la Temporada 3, en 2007, como la hermana de Spencer que enfrenta a Lauren Conrad. Finalmente se disculpó con Lauren y se convirtió en una de las amigas más cercanas de ella, causando una brecha entre ella y Spencer. En la temporada 4, Stephanie obtuvo más de un papel importante, mostrando su vida amorosa y su familia, incluso mencionando su abuso de drogas en el pasado. En la temporada 5, Stephanie trabajó con Lauren en People's Revolution, hasta que luego fue despedida por Lauren Conrad (dicho por Kelly Cutrone). Pratt se hizo amiga de Audrina y Lo después de la ida de Conrad y Kristin Cavallari en la serie. A pesar de los rumores de no regresar, Pratt regresó y fue presentada en un papel en la sexta y última temporada. En la temporada 6, Stephanie habla sobre su arresto de DUI, y su rivalidad se ha elevado. Eventualmente, se ve como una decisión de reparto, sin mencionar el nombre de Heidi o Spencer en la serie, desde que los han cambiado drásticamente. The Hills terminó el 13 de julio de 2010.

## Vida personal
Pratt es la hermana menor de Spencer Pratt, y es la cuñada de Heidi Montag (ambas de The Hills). Ha luchado con bulimia en el pasado debido a la presión de ser delgada junto a sus compañeros de trabajo en el programa. En una revista en el 2007, Pratt reveló problemas de abuso de sustancias y discutió un indicente en el que hurtó $13.000 dólares de valor de mercancía de Neiman Marcus en Honolulu en 2006, mientras trabajaba como asistente de producción en Lost de ABC.
El 18 de octubre de 2009, Pratt fue arrestada en Hollywood, California, bajo sospecha de conducir ebria y fue encarcelada en Van Nuys. Tomó dos pruebas de alcoholemia, primero con una prueba de 0.08 y luego 0.09. El límite legal en California es de 0.08. Fue liberada varias horas después de pagar una fianza de $5,000.
En abril de 2010, Pratt posó desnuda para PETA, que tiene por objetivo ayudar al público a encontrar las tiendas y productos que son amables con los animales.